# Portugal nos Jogos Olímpicos de Inverno da Juventude de 2016
Portugal participou nos Jogos Olímpicos de Inverno da Juventude de 2016, realizados em Lillehammer, na Noruega entre 12 e 21 de fevereiro de 2016. O país foi representado por dois atletas na modalidade do esqui alpino, sendo estes Andrea Bugnone e Joana Lopes.

## Esqui alpino
Masculino
| Atleta         | Prova          | 1.ª volta            | 1.ª volta            | 2.ª volta   | 2.ª volta   | Total       | Total       |
| Atleta         | Prova          | Tempo                | Posição              | Tempo       | Posição     | Tempo       | Posição     |
| -------------- | -------------- | -------------------- | -------------------- | ----------- | ----------- | ----------- | ----------- |
| Andrea Bugnone | Slalom         | 54.53                | 31                   | 53.34       | 26          | 1:47.87     | 27          |
| Andrea Bugnone | Slalom gigante | Não terminou a prova | Não terminou a prova | Não avançou | Não avançou | Não avançou | Não avançou |
| Andrea Bugnone | Super-G        | —                    | —                    | —           | —           | 1:14.47     | 31          |
| Andrea Bugnone | Combinado      | 1:14.47              | 27                   | 43.74       | 21          | 1:58.21     | 21          |

Feminino
| Atleta      | Prova          | 1.ª volta            | 1.ª volta            | 2.ª volta   | 2.ª volta   | Total       | Total       |
| Atleta      | Prova          | Tempo                | Posição              | Tempo       | Posição     | Tempo       | Posição     |
| ----------- | -------------- | -------------------- | -------------------- | ----------- | ----------- | ----------- | ----------- |
| Joana Lopes | Slalom         | Não terminou a prova | Não terminou a prova | Não avançou | Não avançou | Não avançou | Não avançou |
| Joana Lopes | Slalom gigante | 1:42.50              | 41                   | 1:40.44     | 35          | 3:22.94     | 35          |